# Suporte básico de vida

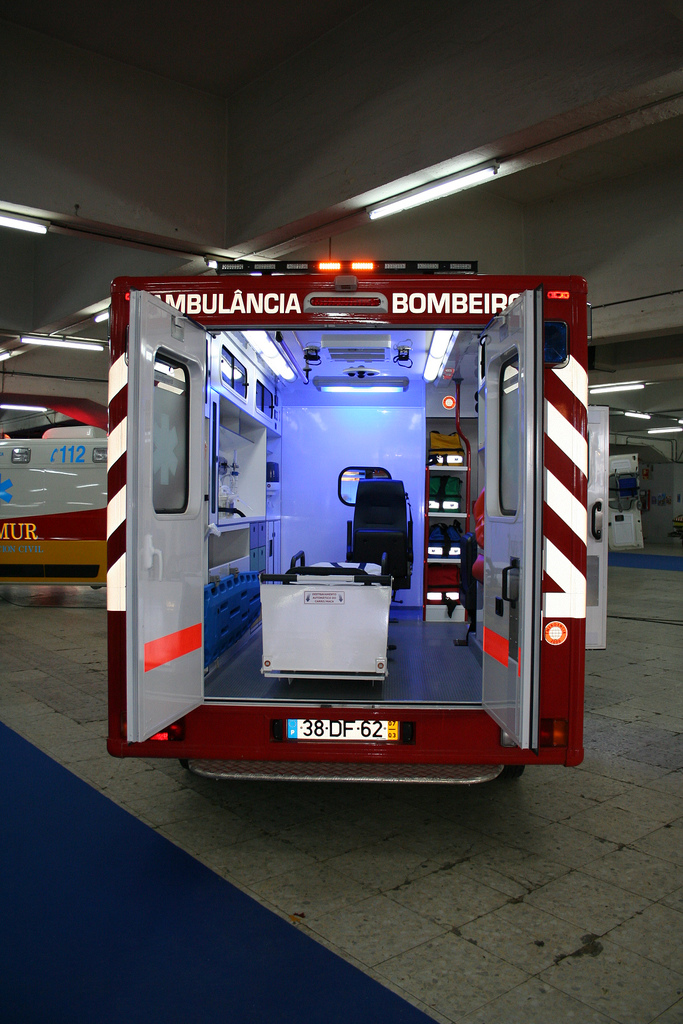
Ambulância com suporte básico de vida.

Suporte básico de vida (SBV) é o conjunto de medidas e procedimentos técnicos que objetivam o suporte de vida à vítima. O SBV é vital até a chegada do SIV (Suporte intermediário de vida - transporte até o hospital). O objetivo principal é não agravar lesões já existentes ou gerar novas lesões (iatrogenias). Um rápido SBV proporciona até 60% de chance de sobrevivência.
O Suporte básico de vida é um dos elos da "Cadeia de Sobrevivência".
Há que salientar também que no SBV (Suporte Básico da Vida) tem diferença entre bebés, crianças e adultos pois nos bebés usam-se dois dedos para se fazer a compressão, nas crianças usa-se uma mão para se fazer a compressão.  
As semelhanças são os processos de insuflação que tem o mesmo procedimento.   

## Etapas (em adulto)
- 30 Compressões torácicas
- 2 Insuflações - Ventilação com máscara de bolso